# Ambulyx aglaia
Ambulyx aglaia är en fjärilsart som beskrevs av Jordan 1923. Ambulyx aglaia ingår i släktet Ambulyx och familjen svärmare. Inga underarter finns listade i Catalogue of Life.